# 大亞沙爾京斯科耶湖
46°16′33″N 42°27′23″E / 46.2758°N 42.4564°E
大亞沙爾京斯科耶湖（俄语：Большое Яшалтинское），是俄羅斯的湖泊，位於該國西南部，由卡爾梅克共和國負責管轄，長8公里、寬5公里，面積40平方公里，平均水深0.5米，最大水深1.5米。